# کیم سون-دوک
کیم سون-دوک (انگلیسی: Kim Soon-duk؛ زادهٔ ۲۰ دسامبر ۱۹۶۷) بازیکن هاکی روی چمن اهل کره جنوبی بود.
از افتخارات وی میتوان به کسب مدال نقره در بازی‌های المپیک تابستانی ۱۹۸۸ اشاره‌کرد.